# Rozone
Rozone (... – 992) è stato un vescovo italiano.
È stato vescovo di Asti tra il 966 ed il 992.

## Biografia
Le notizie certe sul vescovo sono che egli era un accolito della chiesa pavese.
Infatti, è pervenuto un diploma del 947, dove Litifredo vescovo di Pavia, concede a Rozone "acholotho" della medesima chiesa, due abbazie (S. Arcangelo e S. Giacomo) per essere amministrate.
Il primo documento ufficiale che cita Rozone in veste di vescovo della chiesa astese, risale al sinodo del 25 aprile 967, svoltosi a Ravenna, alla presenza di papa Giovanni XIII e di Ottone I.
Con un placito del 18 luglio 985, Rozone, dopo la morte del vescovo albese Fulcardo, ottenne che la diocesi di Alba fosse unita a quella di Asti, come già era stato deciso da un sinodo romano il 26 maggio 969, confermato dal concilio provinciale di Milano nell'estate dello stesso anno e da diplomi degli Imperatori Ottone I e Ottone II. L'assenza di memoria di nessun vescovo della diocesi albese in quel periodo, lascia supporre che l'unione sia avvenuta per tutto il mandato di Rozone.
Rozone è stato per molti secoli considerato una figura leggendaria della chiesa astese.
Non a caso è stato il primo vescovo astigiano ad avere una piena autonomia sulla diocesi di Asti sia sotto il lato spirituale che amministrativo, al punto tale da poter essere dichiarato conte o rappresentante imperiale dell'episcopato..
A lui si è erroneamente anche attribuita la costruzione della prima cinta muraria della città.